# Heidenhain

Хайденхайн (полное название «DR. JOHANNES HEIDENHAIN GmbH») — немецкая компания, разрабатывающая и производящая преобразователи линейных и угловых перемещений, круговые датчики, устройства цифровой индикации, системы числового программного управления, аксессуары, регулируемый электропривод и двигатели к нему.
Компания является одной из лидирующих в мире в области разработки и производства прецизионных измерительных систем и систем ЧПУ. Штаб-квартира находится в городе Траунройт (Бавария).
Hiedenhain имеет представительства в 50 странах.

## История

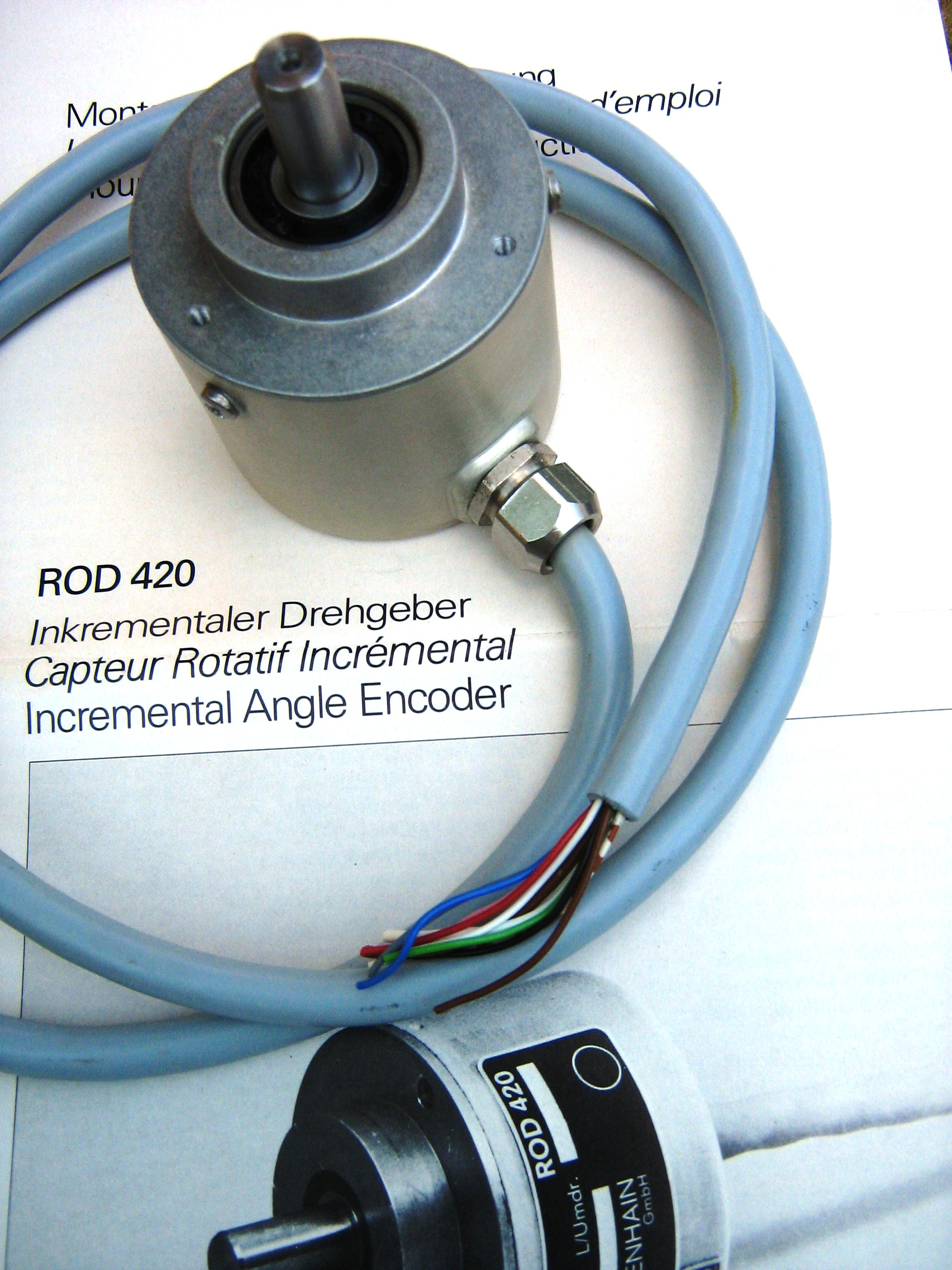
Энкодер ROD 420

Основана в 1889 году в Берлине Вильгельмом Хайденхайном как предприятие по травлению металла. С 1923 года на предприятии отца начинает работать Йоханнес Хайденхайн. С 1928 годом связан первый крупный этап развития компании: разрабатывается и внедряется метод копирования на основе сульфида свинца (METALLUR), с помощью которого впервые стало возможно изготовление измерительных шкал со штрихами с высокой точностью.
В 1948 году Йоханнес Хайденхайн зарегистрировал компанию и перенёс производство и штаб-квартиру в Траунройт (Бавария), где они находятся и в настоящее время.
В 1976 году компания начала выпуск систем ЧПУ.
В 2006 году компания компания имела представительства более чем в 43 странах мира.
В компании работает более 7 000 человек, из них на головном предприятии в городе Траунройт около 2 600 человек.
За время существования компанией было выпущено
- около 8 миллионов датчиков вращения и датчиков угловых перемещений
- более 4,5 миллионов датчиков линейных перемещений
- 450 000 устройств цифровой индикации
- около 220 000 систем ЧПУ

## Датчики перемещений
| 1952 | Оптические датчики линейных перемещений для станков |
| 1961 | Инкрементальный датчик линейных перемещений LID 1, период делений 8 мкм, шаг измерения 2 мкм                                                                      |
| 1963 | Абсолютный датчик линейных перемещений LIC с 18 рядами, двоичный код                                                                                              |
| 1965 | Лазерный интерферометр для измерения точности станков |
| 1968 | Закрытый инкрементальный линейный датчик LIDA 55.6 со стальной шкалой (40 мкм)                                                                                    |
| 1987 | Открытый интерференционный датчик линейных перемещений LIP 101 с шагом измерения 0,02 мкм                                                                         |
| 1987 | Закрытый инкрементальный датчик линейных перемещений LS 101 с шагом измерения 0,1 мкм                                                                             |
| 1989 | Открытый интерференционный датчик линейных перемещений LIP 301 с шагом измерения 1 нм                                                                             |
| 1994 | Закрытый абсолютный датчик линейных перемещений LC 181 (7 рядов штрихов, длина измерения до 3 м, шаг измерения 0,1 мкм)                                           |
| 1996 | Закрытый абсолютный датчик линейных перемещений LC 481 (псевдослучайный код, длина измерения до 2 м, шаг измерения 0,1 мкм)                                       |
| 1999 | Закрытый абсолютный датчик линейных перемещений LC 481 (2 дорожки, псевдослучайный код)                                                                           |
| 2005 | Закрытый абсолютный датчик линейных перемещений LC 183 (псевдослучайный код, длина измерения до 4 м, шаг измерения 0,005 мкм). Датчик с одним полем сканирования. |
| 2008 | Интерференционный датчик линейных перемещений LIP 200 (период сигнала 0,512 мкм, скорость перемещения до 3 м/с)                                                   |

| 1961 | Инкрементальный датчик вращения ROD 1 с 10 000 штрихами |
| 1964 | Абсолютный датчик вращения ROC (17 бит, двоичный код) |
| 1981 | Инкрементальный датчик вращения ROD 426, индустриальный стандарт |
| 1987 | Абсолютный многооборотный датчик угловых перемещений ROC 221 (12 бит — однооборотный, 9 бит — многооборотный)                                                                         |
| 1992 | Инкрементальный встраиваемый датчик вращения ERN 1300 с диапазоном рабочих температур до 120 °C                                                                                       |
| 1993 | Однооборотный и многооборотный абсолютные встраиваемые датчики угловых перемещений ECN 1300 и EQN 1300                                                                                |
| 1997 | Магнитный датчик вращения ERM 100 |
| 2000 | Абсолютный многооборотный датчик угловых перемещений миниатюрного исполнения EQN 1100 Абсолютный однооборотный датчик угловых перемещений ECN 100 для диаметров полых валов до 50 мм. |
| 2004 | Миниатюрные абсолютные однооборотные и многооборотные датчики вращения ECI 1100 и EQI 1100 с индуктивным считыванием                                                                  |
| 2007 | Абсолютные датчики вращения с «Функциональной безопасностью» и интерфейсом EnDat 2.2                                                                                                  |

## Производство систем ЧПУ
| 1968 | Устройства цифровой индикации для станков без ЧПУ Устройства цифровой индикации HEIDENHAIN 5041                                                |
| 1974 | Устройства цифровой индикации HEIDENHAIN 5041                                                                                                  |
| 1976 | Системы позиционного числового управления для трех осей TNC 110 и TNC 120                                                                      |
| 1981 | Контурная система числового управления TNC 145                                                                                                 |
| 1984 | Контурная система числового управления TNC 155 с графическим отображением процесса обработки детали                                            |
| 1996 | Контурная система числового управления TNC 426 с цифровым управлением пятью осями HEIDENHAIN Система TNC 410 MA с преобразователями и моторами |
| 2000 | Контурная система числового управления MillPlusIT V410 на основе MsDOS                                                                         |
| 2001 | Контурная система числового управления MillPlusIT V420 - V500 на основе MsDOS (одно ядро) и на основе Windows 2000 (два ядра)                  |
| 2002 | Контурная система числового управления HEIDENHAIN iTNC 530 на основе собственной операционной системы HerOS                                    |
| 2007 | TNC 620 с HSCI, последовательным интерфейсом управления                                                                                        |